# Каскеленська міська адміністрація
Каскеле́нська міська адміністрація (каз. Қаскелең қаласы әкімдігі, рос. Каскеленская городская администрация) — адміністративна одиниця у складі Карасайського району Алматинської області Казахстану. Адміністративний центр — місто Каскелен.
Населення — 79522 особи (2021; 58513 у 2009, 37271 у 1999, 30956 у 1989).

## Склад
До складу адміністрації входять такі населені пункти:
| Населений пункт | Населення, осіб (1989) | Населення, осіб (1999) | Населення, осіб (2009) | Населення, осіб (2021) |
| --------------- | ---------------------- | ---------------------- | ---------------------- | ---------------------- |
| Коктобе, село   | 86                     | 50                     | 95                     | 40                     |
| Каскелен, місто | 30870                  | 37221                  | 58418                  | 79482                  |